# Delphacodes albifrons
Delphacodes albifrons är en insektsart som först beskrevs av Franz Xaver Fieber 1872.  Delphacodes albifrons ingår i släktet Delphacodes och familjen sporrstritar. Inga underarter finns listade i Catalogue of Life.